# Зуев, Александр Никанорович
Алекса́ндр Никано́рович Зу́ев (1896—1965) — русский советский писатель и журналист. Первый редактор журнала «Рабоче-крестьянский корреспондент», член Союза писателей СССР с 1934 года. В 1930—1938 гг. редактор издательств «Федерация», «Советская литература» и «Советский писатель». В 1938 году репрессирован. После реабилитации в 1954 году работал редактором журнала «Дружба народов».

## Биография
Родился 21 декабря 1995 (2 января 1896 год)а в небольшом селе Паденьга Шенкурского уезда Архангельской губернии (ныне Шенкурский район Архангельской области) в семье священника. Через два года после смерти отца в 1906 году с матерью, братьями и сёстрами переехал в г. Шенкурск. В 1916 году окончил духовную семинарию в Архангельске и поступил на историко-филологический факультет Пермского университета, но в конце года был призван в армию. Проходил строевую подготовку в Саратове, ускоренный курс обучения младших офицеров-прапорщиков в Киевском военном училище. Воевал на Западном фронте. После Февральской революции избран членом полкового комитета, а в дни Октябрьской революции — председателем Революционного комитета 28-й пехотной дивизии.
В 1918 году по возвращении в Архангельск назначен секретарем редакции газеты «Известия Архангельского совдепа», организует сатирическую газету «Мухобой». Восстанавливается в качестве студента Пермского университета, но отъезду мешает начавшаяся интервенция. Организует подпольную группу для борьбы с оккупантами, которая вскоре была раскрыта. Арестован по ордеру английской разведки и отправлен в губернскую тюрьму, а оттуда в каторжную тюрьму на остров Мудьюг в Белом море. После изгнания интервентов в сентябре 1919 года назначен в отдел печати и стал готовить первые номера информационного бюллетеня. Вернулся на работу в редакцию губернских «Известий», а затем назначен заведующим губернским отделением РОСТА. Публиковал статьи об общественной и театральной жизни в газетах «Возрождение Севера», «Волна», в сборнике «Последний из царей». Был активным участником литературной студии Пролеткульта, выступал на литературных вечерах. При редакции организовал литературный кружок «Полярная весна», входил в редакционную коллегию сборника «Цветы труда», участвовал в экспедиции по собиранию северного фольклора, возглавленной О. Э. Озаровской.
В начале 1922 года приглашён на работу в Москву, в газету «Правда», где несколько лет трудился помощником секретаря редакции. В 1924 году назначен редактором журнала «Рабочий корреспондент», позже переименованный в «Рабоче-крестьянский корреспондент». Будучи в командировкам, объездил почти всю Россию: был на открытии Каширской электростанции, в Туркестане, в Петрограде, участвовал в переводе каравана судов из Белого моря в Чёрное.
В 1929 году направлен в Астрахань, где назначен заместителем редактора областной газеты «Коммунист». С 1930 по 1938 год работает редактором издательств «Федерация», «Советская литература» и «Советский писатель». В 1934 году участвует в работе Первого съезда советских писателей и становится членом Союза писателей СССР.
В октябре 1938 года был арестован и в январе 1939 года приговорён к 8 годам ИТЛ, которые сначала отбывал в Норильлаге, а в 1940 году переведён в лагерь для инвалидов Решёты под Красноярском. По освобождении в 1946 году поселился в городе Александров в 200 км от Москвы, где пытался вернуться к литературной деятельности, но в 1948 году вновь был арестован и отправлен в ссылку в Красноярский край без указания срока. Жил в посёлках Абан и Устьянск, где работал художником-оформителем, а затем — учителем черчения и рисования.
В 1954 году был реабилитирован и восстановлен в рядах КПСС. По возвращении в Москву был принят на должность заведующего отделом прозы журнала «Дружба народов», а затем работал его редактором.
Умер 11 мая 1965 года в Москве. Похоронен на Армянском кладбище.

## Творчество
Начал печататься в 1916 году, когда в газете «Пермская жизнь» были опубликованы его первые рассказы (на антивоенную тему): «Тёмная сила», «Митенька Невзоров», «Путешествие по Северной Двине» и «Война». По возвращении в Архангельск в 1918 году начинает активную журналистскую деятельность, публикуя очерки, фельетоны, рецензии, а также рассказы и стихи (под псевдонимами Е. Анзуф, Узнаев, А.З., Анфим Златокудрый, Чужбинин). В 1920-е годы печатался в журналах «Молодая гвардия», «Красная новь», «Прожектор», «Журналист», «Новый мир», в альманахе «Перевал»; архангельских литературных альманахах «Звезда Севера» и «Багряные льды». В сборниках «Смута» (1924) и «Конец века» (1934), куда вошли циклы рассказов «Ход времени сбился», «Легенды о губпродкоме», «Концы и начала», речь идёт о первых шагах Советской власти, о начале нового, послереволюционного века. Этой же теме посвящены повести «Тайбола» (1928) и «Под северным небом» (1938). В 1937 году опубликована автобиографическая повесть «Остров смерти» о пребывании на острове Мудьюг. Последняя книга рассказов «Золотые искры» (1961) посвящена простым людям русского Севера — неспособным на сделку с совестью, чуждым жадности и себялюбия.
Внёс значительный вклад в практику перевода художественной прозы с языков народов СССР: переводил и редактировал романы С. М. Муканова, Г. С. Севунца, М. Амира, С. Е. Аладжаджяна. Помогал писателям-северянам: по его рекомендации в журнале «Дружба народов» была напечатана повесть Г. И. Суфтина «Сын Хосея». Давняя дружба связывала Зуева и С. Г. Писахова.

## Награды
- Орден Трудового Красного Знамени (1962) — к 50-летию «Правды», за плодотворную работу в области журналистики и большие заслуги в развитии советской печати[14]